# Ghiacciaio Church
Il Ghiacciaio Church (in lingua inglese: Church Glacier) è un ghiacciaio tributario antartico, lungo 19 km, che fluisce in direzione sud lungo il fianco occidentale del vicino Church Ridge per andare a confluire nel Ghiacciaio Leander a nordovest del Shadow Bluff, nei Monti dell'Ammiragliato, in Antartide.
Il ghiacciaio è stato mappato dall' United States Geological Survey (USGS) sulla base di rilevazioni e foto aeree scattate dalla U.S. Navy nel periodo 1960-63.
La denominazione del ghiacciaio è stata assegnata dall' Advisory Committee on Antarctic Names (US-ACAN) in onore di Brooks D. Church, tecnico di laboratorio presso la Stazione McMurdo durante i mesi estivi delle campagne di ricerca del 1966-67 e 1967-68.